# Vishuddha

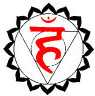
Het Vijfde Chakra, voorgesteld met zestienbloembladen. De zaadlettergreep in het midden is ham. De tattva (heilige waarheid) is het element ruimte (akasha, ether).

Vishuddha of Vishuddhi (विशुद्ध) is Sanskriet voor reinheid en is het vijfde chakra volgens de tradities binnen het hindoeïsme en yoga, waarbinnen chakra's lichamelijke, emotionele en spirituele componenten bevatten.
Vishuddha bevindt zich ter hoogte van de keel en wordt geassocieerd met de vorming van het klank- en spraakcentrum.

## Betekenis

### Lichamelijk
Een evenwichtige, volle stem, een goede ademhaling en ontspannen nek-, kaak- en schouderspieren zouden aangeven dat de energie in de Vishuddha-chakra vrij kan stromen. Slecht stromende energie in de keelchakra zou staan voor een stokkende, hese, snel vermoeid klinkende stem. Een verzwakt keelcentrum zou volgens de filosofie leiden tot problemen met de keel, schildklier, struma, oorpijn, tandpijn of tandvleesontsteking.
'Dit cakra ligt boven het hart, in de buurt van de keel, dicht bij de schildklier en binnen in de luchtpijp' en is halvemaanvormig. Het heeft zestien bladeren, terwijl het strottenhoofd ongeveer zestien kraakbeenderen heeft. De zeven svara's (tonen van het octaaf), die de basis vormen van muziek) ontstaan in dit chakra. Udana-prana, de vitale lucht van het hoofd, verblijft in vishuddha. 
Kurmakara is een zenuw in de borstholte, vlak onder de keelholte, in de vorm van een schildpad, die ook op vishuddha betrekking heeft.

### Emotioneel
Vishuddha wordt gezien als hulp voor de ontwikkeling van het woordbewustzijn en volgens de filosofie zouden mensen met een goed ontwikkeld keelchakra goed kunnen spreken en gemakkelijk iemands vertrouwen winnen. Het vijfde chakra staat voor de verbinding van het hartcentrum met de voorhoofdchakra en wordt beschouwd als de bemiddelaar tussen voelen en denken. Dit chakra wordt verondersteld ze op elkaar af te stemmen, waardoor het ene niet de overhand krijgt over het andere.

### Spiritueel
De sadhaka zou door op dit chakra te mediteren het tot 'ontwaken' brengen en 'helderhorend' worden. 
'Door meditatie op de keelhlote worden honger en dorst verdreven; en door meditatie onder de keelholte, op kurmakara, verkrijgt men standvastigheid' (Yoga soetra's, III-31, Patanjali Maharshi).  

### Symbolisch
Vishuddha wordt geassocieerd met de volgende symbolen:
- Goden: Ambara, Sadashiva and Shakini
- Kleur: wit van binnen en hemelsblauw van buiten
- Element: ruimte, akasha (ether)
- Dier: de olifant Gaja
- Lichaamsdelen: adamsappel, klieren en oren
- Planeet: Saturnus

## Alternatieve namen
- Tantra's: Akasha, Dwyashtapatrambuja, Kantha, Kanthadesha, Kanthambhoja, Kanthambuja, Kanthapadma, Kanthapankaja, Nirmala-Padma, Shodasha, Shodasha-Dala, Shodasha-Patra, Shodashara, Shodashollasa-Dala, Vishuddha, Vishuddhi
- Veda's (latere Upanishads): Kantha Chakra, Vishuddha, Vishuddhi
- Purana's: Vishuddha, Vishuddhi